# Chiesa di Santa Maria Assunta (Barbarano Romano)
La chiesa di Santa Maria Assunta è la parrocchiale di Barbarano Romano, in provincia e diocesi di Viterbo; fa parte della zona pastorale di Vetralla.

## Storia
La prima citazione di una chiesa a Barbarano Romano risale al 1072. La chiesa fu riedificata nel 1292 per volere dell'arciprete Nicolò di Bevagna; la consacrazione venne impartita il 23 novembre 1337. L'edificio fu poi ristrutturato nel 1537. Nel corso del Seicento l'interno della chiesa subì delle migliorie e degli abbellimenti: nel 1618 venne realizzato il fonte battesimale, nel 1635 fu donato un quadro raffigurante la Madonna col Bambino, nel 1638 si costruì l'altare di San Domenico e nel 1672 venne rifatto il pavimento. Nel 1749 iniziarono i lavori di costruzione dell'attuale parrocchiale, ma, nel 1752, quando questa poteva dirsi completata, crollò il tetto. Allora fu incaricato di rifare il tetto l'architetto Michele Lucatelli da Roma, il quale fece riedificare il tetto, dopo aver apportato delle modifiche al progetto originario. La chiesa venne consacrata l'11 maggio 1834 dal vescovo di Viterbo e Tuscania Gaspare Bernardo Pianetti. L'edificio subì un intervento di restauro nel 1861. Il 6 maggio 1978 tetto crollò una seconda volta; i lavori di riparazione procedettero talmente alacremente, che la chiesa fu riaperta già il 2 giugno dello stesso anno.
Nella chiesa è conservata una pala firmata da Michele Rocca detto Parmigianino il Giovane, raffigurante Santa Barbara con San Giuliano confessore, San Quirico martire e la Santissima Trinità. Eseguita tra il 1698 e il 1704, è una delle poche opere del Parmigianino il Giovane cronologicamente definite. 
In chiesa è anche un trittico con sportelli apribili a due facce con Cristo Salvatore, la Vergine e Santi di Ventura Salimbeni.